# Igors Samušonoks
Igors Samušonoks (ur. 6 listopada 1972) – radziecki, a potem łotewski zapaśnik walczący w stylu wolnym. Olimpijczyk z Sydney 2000, gdzie zajął jedenaste miejsce w wadze półciężkiej.
Dziesiąty na mistrzostwach świata w 1991. Wicemistrz Europy w 1999. Trzeci na igrzyskach bałtyckich w 1997. Mistrz świata juniorów w 1990 i Europy młodzieży w 1992 roku.

## Letnie Igrzyska Olimpijskie 2000
| Konkurencja | Rundy eliminacyjne   | Rundy eliminacyjne  | Rundy eliminacyjne          | Klas. końcowa |
| Konkurencja | Przeciwnik I         | Przeciwnik II       | Przeciwnik III              | Miejsce       |
| ----------- | -------------------- | ------------------- | --------------------------- | ------------- |
| 85 kg       | Justin Abdou (CAN) P | Yoel Romero (CUB) P | Magomied Kuruglijew (KAZ) Z | 11.           |